# HD 193472
HD 193472，又名BD+13 4360，SAO 105974、HR 7774，是一颗恒星，视星等为5.95，位于銀經55.57，銀緯-12.67，其B1900.0坐标为赤經20h 15m 19s，赤緯+13° -12.67′ 1″。